# Hydriomena macuta
Hydriomena macuta là một loài bướm đêm trong họ Geometridae.